# Образовање (филм)
Образовање (енгл. An Education) је британска драма у режији Лоне Шерфиг базирана на мемоарима британске новинарке Лин Барбер. Сценарио за филм написао је књижевних Ник Хорнби, а главну улогу тумачи Кери Малиган којој је овај филм донео награду БАФТА, као и номинације за Оскара, Златни глобус и многе друге награде.
Поред Оскара за најбољу глумицу у главној улози Образовање је такође било номиновано у категоријама Најбољи филм и Најбољи адаптирани сценарио.

## Радња
Радња филма одвија се у Лондону раних шездесетих година, где шеснаестогодишња Џени Малор (Кери Малиган) живи са својим родитељима. Џени је ведра, интелигентна и лепа девојка, сконцентрисана на остварење жеље да упише Оксфорд и обезбеди себи бољи живот.
Све се мења када упозна Дејвида Голдмана (Питер Сарсгард), дупло старијег човека који брзо очарава Џени, али и њене родитеље. Они верују да његово понашање није недолично и да жели да изложи Џени културним активностима у којима ужива.
Заједно са својим пријатељима Денијем (Доминик Купер) и Хелен (Розамунд Пајк), Дејвид води Џени на концерте класичне музике, аукције уметничких дела, на отмене вечере и у препуне пабове. Џени убрзо сазнаје да Дејвид до оваквог луксуза не долази на легалан начин, али се ипак упушта у љубавну везу с њим.
Оно што не зна је да Дејвид од ње скрива још једну тајну која ће јој сломити срце и натерати је да схвати да не постоји пречица до боље будућности о којој сања.

## Улоге
| Глумац           | Улога            |
| ---------------- | ---------------- |
| Кери Малиган     | Џени Мелор       |
| Питер Сарсгард   | Дејвид Голдман   |
| Доминик Купер    | Дени             |
| Розамунд Пајк    | Хелен            |
| Алфред Молина    | Џек Мелор        |
| Кара Симор       | Марџори Мелор    |
| Ема Томпсон      | госпођица Волтер |
| Оливија Вилијамс | госпођица Стабс  |
| Сали Хокинс      | Сара Голдман     |
| Метју Берд       | Грејам           |
| Ели Кендрик      | Тина             |